# Carlos Ulises Moulines Castellví
Carlos Ulises Moulines Castellví   (Caracas, 26 d'octubre de 1946) és un filòsof especialitzat en lògica i filosofia de la ciència. El seu pensament sobre epistemologia pot enquadrar-se dins del positivisme crític.

## Biografia
Nascut a Veneçuela, fill de pares catalans exiliats, va cursar estudis de física i filosofia a la Universitat de Barcelona, i es va doctorar en filosofia a la Universitat de Múnic, el 1975.
Des del gener de 2010 és membre corresponent de la secció de Filosofia i Ciències Socials de l'Institut d'Estudis Catalans.

## Llibres publicats
- La estructura del mundo sensible. Sistemas fenomenalistas, Barcelona, Ariel, 1973.
- Zur logischen Rekonstruktion der Thermodynamik, Universitat München, Múnic, 1975.
- Manifiesto nacionalista: (o hasta separatista, si me apuran), Barcelona, Edicions La Campana, 2002. N'hi ha traducció catalana: Manifest nacionalista (o fins i tot separatista, si volen). Traducció d'Imma Falcó. Barcelona: La Campana, 2002. (Campànules; 3)[3][4]
- La philosophie des sciences. L'invention d'une discipline (fi XIXe-debut XXIe siécle). París: Éditions Rue d'Ulm/Press de l'École normale supérieure, 2006.
- Fundamentos de la Filosofía de la Ciencia, Barcelona, Ariel, 2008 (3ª ed.) - En col·laboració amb J. A. Díez.